# Полосатая либия
Полосатая либия (лат. Lybius undatus) — вид птиц из рода либий семейства африканских бородаток (Lybiidae). Выделяют четыре подвида. Распространены в Эритрее и Эфиопии.

## Описание
Полосатая либия — небольшая птица длиной 20—25 см, с большой головой и большим клювом, окаймлённым щетинками. Половой диморфизм не выражен. У номинативного подвида длина крыла варьирует от 7,4 до 8,2 см; длина хвоста — от 4,2 до 4,9 см, а клюва — от 1,7 до 2,1 см.
Голова и передняя часть спины чёрного цвета. На лбу есть заметное красное пятно. За глазом проходит узкая белая полоска. Однако эта полоска не всегда чётко видна у особей номинативного и нескольких других подвидов. Спина черновато-коричневая с тонкими белыми волнистыми полосками. Перья щетины у клюва имеют желтоватые кончики, поэтому оперение в данной части тела выглядит черновато-коричневым с желтоватыми полосками. Рулевые перья сверху черновато-коричневые с окантовкой от жёлтого до белого цвета; нижняя часть перьев сероватые. Нижняя сторона тела коричневатая с поперечными волнистыми линиями от нижней части груди до кроющих хвоста. На брюхе поперечный рисунок иногда прерывается, а белый цвет замещается жёлтым. Клюв тускло-чёрный с кончиком серого или  рогового цвета. Голая кожа вокруг глаз коричневого цвета. Радужная оболочка от жёлтой до кремово-белой. Ноги сине-фиолетового или синевато-серого цвета; пальцы ног чёрные. Молодые птицы имеют более тусклое оперение, верхняя часть тела сероватая.

## Биология
Полосатая либия обитает в лесах и кустарниковых зарослях, прилегающих к руслам рек. Встречается на высоте от 300 до 3000 м над уровнем моря. Питается поодиночке или парами. В состав рациона входят фрукты и ягоды, преимущественно плоды фиговых деревьев. Также питается насекомыми, которых ловит в полёте или на ветвях деревьев, свисая иногда вниз головой.
Гнездится в дуплах деревьев. В кладке 2—4 яйца. Насиживают оба родителя в течение 13—15 дней.

## Подвиды и распространение
Выделяют четыре подвида:
- L. u. thiogaster Neumann, 1903 — Эритрея и северо-восток Эфиопии
- L. u. undatus (Rüppell, 1837) — северо-запад и центр Эфиопии
- L. u. leucogenys (Blundell & Lovat, 1899) — запад и юго-запад Эфиопии
- L. u. salvadorii Neumann, 1903 — юго-восток Эфиопии